# Nordencrantz
Nordencrantz var en svensk adelsätt.
Släktens stamfader var handelsman Peter Backman i Sundsvall, vars son Lorentz Backman först var bruksbetjänt vid Ljusnedals bruk, sedan kronofogde i Jämtland och sist Sundsvalls borgmästare. Gabriel Anrep uppger att hans hustru var Margareta Svedonia och att hon var dotter till en kyrkoherde Svedonius i Svegs socken. Leonard Bygdén uppger i stället att modern hette Margareta Svedin och var dotter till kyrkoherden i Ytterhogdal, Andreas Olai Arbroensis från Arbrå socken och en dotter till Eric Nicolai Tollstadius i Harg[källa behövs]. Bland deras många barn fanns Anders Backman som år 1743 adlades med namnet Nordencrantz. Ätten introducerades på nummer 1891 år 1746.
Anders Nordencrantz var gift med grosshandlaredottern Margareta Sophia Schröder från Stockholm, vars bror adlades med namnet Schröderstierna. De fick fem barn varav en son avled späd. Äldste sonen Anders Nordencrantz d.y. var kunglig hovjunkare men ogift. Äldsta dottern gifte sig med friherre Leuhusen och hennes systrar med friherre von Knorring och Tham. Anders Nordencrantz avled efter sin son, 1772, och därmed utslocknade ätten på svärdssidan.